# Julius von Griesinger

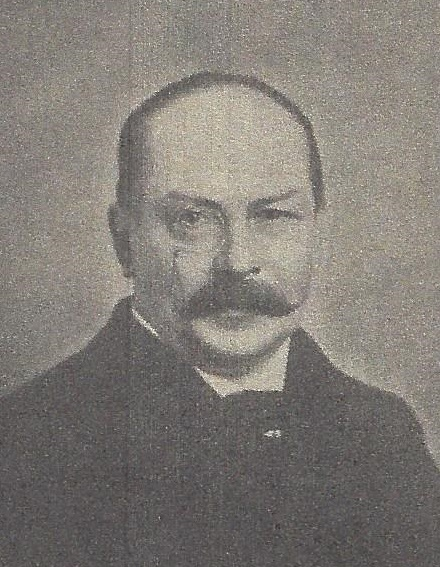
Julius von Griesinger

Julius Griesinger, seit 1895 von Griesinger, (* 28. September 1836 in Stuttgart; † 1. April 1899 ebenda) war ein deutscher Verwaltungsjurist im Königreich Württemberg.

## Leben
Griesinger stammte aus einer altschwäbischen Familie. Der Vater Philipp Griesinger war Oberpolizeikommissär und Eisenbahnhauptkassier.
Nach dem Abitur am Wilhelms-Gymnasium Stuttgart begann Julius Griesinger an der Eberhard Karls Universität Tübingen Rechtswissenschaft zu studieren. 1855 wurde er im Corps Suevia Tübingen aktiv. Als Inaktiver wechselte er an die Ludwig-Maximilians-Universität München. Nachdem er mit 24 Jahren die Staatsprüfung bestanden hatte und zum Dr. jur. promoviert worden war, unternahm er ausgedehnte Reisen nach Norddeutschland, Holland, Schweden, Belgien, England, Frankreich und Italien. Nach seiner Rückkehr wurde er Hilfsrichter bei der Justizabteilung des Gemeinderats und beim kgl. Stadtgericht Stuttgart. Neben seinen Amtsgeschäften widmete er sich schon damals der deutschen Kunst und Literatur, die er zeitlebens liebte. Bei der Besetzung eines Sekretärspostens im Geheimkabinett fiel die Wahl von Karl auf Griesinger. In den sieben Jahren bis 1871 stieg er dort zum Geheimen Legationsrat auf. 1883 trat er als Staatsrat an die Spitze des Zivilkabinetts. Wilhelm II. brachte seinem Corpsbruder Griesinger das gleiche Vertrauen entgegen wie Karl. Anlässlich des 25-jährigem Regierungsjubiläum von König Karl erhielt Griesinger den Rang und Titel eines Geheimen Rates und wurde durch die Verleihung des Ordens des Württembergischen Krone in den persönlichen Adel erhoben. Griesinger war Präsident des  Schwäbischen Schillervereins. Er starb mit 62 Jahren im Amt. Er war Ehrenmitglied des Corps Suevia Tübingen.
Sein Sohn Julius Adolf Freiherr von Griesinger war Diplomat und zwischen 1911 und 1914 Gesandter in Serbien.